# Mouvement de la jeunesse catholique de France
Ne doit pas être confondu avec Mouvement jeunes communistes de France.
Le Mouvement de la jeunesse catholique de France (MJCF) est une association loi 1901, regroupant des jeunes de la Fraternité sacerdotale Saint Pie X (FSSPX). À travers différentes activités, le mouvement a pour but de former dans un esprit de foi à la lumière des enseignements de l'Eglise les jeunes gens et les jeunes filles qui le désirent, et de les aider à vivre de cet esprit. Créé de façon informelle par Christian Marquant en 1967, il est constitué en association en juin 1970 et publie la revue Savoir et Servir. Il compte aujourd’hui environ 500 membres. Ses aumôniers sont exclusivement issus de la FSSPX. 

## Organisation
Le MJCF est composé de provinces réparties géographiquement, elles-mêmes divisées en équipes. Chaque équipe compte une dizaine de membres environ.
| Province        | Nom des équipes | Saint Patron de Province                 |
| --------------- | --- | ---------------------------------------- |
| Paris-Sud       | - Saint-Ignace (Versailles) - Saint-Expédit (Versailles) - Saint-Jean Marie-Vianney (Paris) - Saint-Louis (Paris) - Saint-François-Xavier (Orsay) - Saint-Romain (Rouen)                       | Thérèse d'Avila                          |
| Paris-Nord      | - Saint-Denis (Paris) - Saint-Tarcisius (Paris) - Saint-Dominique-Savio (Paris) - Saint-Vincent-de-Paul (Lille) - Notre-Dame-de-la-Marne (Meaux)                                               | Jean-Baptiste de La Salle                |
| Rhônes-Alpes    | - Saint-Bernard (Dijon) - Saint-Joseph (Lyon) - Saint-François de Sales (Genève) - Saint-Bruno (Grenoble) - Saint-Lazare (Aix-en-Provence-Marseille) - Saint-Austremoine (Clermont-Ferrand)    | Jean-Marie Vianney                       |
| Alsace-Lorraine | - Saint-Pierre-Fourrier (Nancy) - Sainte-Odile (Strasbourg) | Jeanne d'Arc                             |
| Sud-Ouest       | - Saint-Thomas d'Aquin - Saint-François d'Assise (Bordeaux) - Saint-Hilaire (Poitiers) | Louis-Marie Grignion de Montfort         |
| Bretagne        | - Saint-Donatien (Nantes) - Saint-Pol-de-Léon (Brest) - Saint-Vincent-Ferrier (Vannes) - Sainte-Thérèse de l'Enfant-Jésus (Rennes) - Saint-Louis-Marie-Grignion-de-Montfort (La Roche-sur-Yon) | Yves de Tréguier et Anne (mère de Marie) |
| Centre-Loire    | - Saint-Martin (Tours) - Saint-Maurice (Angers) - Bienheureux Noel Pinot (Angers) - Saint-Benoît (Orléans)                                                                                     | Michel (archange)                        |

## Activités
Les quatre points principaux du Mouvement sont: l’amitié, la prière, la formation et l’action.
Les activités proposées sont des activités de formation en petits groupes et des séjours de vacances. Le MJCF s'adresse à tous les jeunes entre 16 et 25 ans. Le MJCF possède une aumônerie à laquelle il fait appel pour son encadrement spirituel. Celle-ci est constituée de prêtres célébrant exclusivement la messe en rite tridentin et membres ou proches de la FSSPX . Un grand nombre de futurs prêtres ou religieux des communautés traditionalistes sont passés par le MJCF.
Le MJCF s'est fait connaître aux côtés d'autres associations catholiques traditionalistes ou conservatrices en s'opposant en 2011 à la pièce Sur le concept du visage du fils de Dieu, jugée christianophobe, car des excréments devaient être jetés sur le portrait du Christ. La police a arrêté les jeunes gens qui priaient le rosaire en réparation.

## Les camps
Le MJCF possède la particularité de proposer des camps à des prix très abordables, été comme hiver.
Les camps d'été se déroulent toujours à l'étranger (sauf en cas de force majeur, comme lors de l'épidémie de Coronavirus Covid-19) ; en équipe, les jeunes parcourent le pays pendant la semaine et la province se retrouve le week-end, pour des visites, des sorties dans une ambiance festive.
Le camp d'hiver, lui, offre la possibilité de partir le temps d'une semaine au sports d'hiver. Le nouvel an est également fêté en province, dans une saine et heureuse détente.

## Les vocations
Depuis sa création, le MJCF a suscité de nombreuses vocations ecclésiastique, tant chez les hommes que chez les femmes.

### Vocations masculines
| Rattachement                                                             | Sacerdoce         | Nombre |
| ------------------------------------------------------------------------ | ----------------- | ------ |
| Fraternité sacerdotale Saint-Pie-X                                       | Prêtres Frères    | 60 7   |
| Capucins (Morgon)                                                        | Pères Frères      | 5 4    |
| Fraternité de la Transfiguration (Indre (département))                   | Pères             | 2      |
| Abbaye Notre-Dame de Bellaigue                                           | Frères            | 7      |
| Frères de Notre-Dame du Rosaire (dominicains de Dordogne (département))  | Pères             | 2      |
| Avrillé (Maine-et-Loire)                                                 | Pères Frères      | 5 4    |
| Abbaye Sainte-Madeleine du Barroux                                       | Pères Frères      | 9 9    |
| Fraternité sacerdotale Saint-Pierre                                      | Prêtres           | 3      |
| Chanoine réguliers de la Mère de Dieu (Abbaye Sainte-Marie de Lagrasse)) | Pères             | 3      |
| Fraternité Saint-Vincent-Ferrier                                         | Prêtres           | 2      |
| Autres congrégrations et séculiers                                       | Prêtres et frères | 18     |
| Total des vocations masculines                                           |                   | 147    |

### Vocations féminines
| Rattachement                                                         | Nombre |
| -------------------------------------------------------------------- | ------ |
| Dominicaines contemplatives d'Avrillé (Maine-et-Loire)               | 11     |
| Carmel de Quiévrain                                                  | 2      |
| Carmel du Coeur Immaculé de Marie (Eynesse)                          | 8      |
| Monastère Sainte-Claire (Morgon)                                     | 3      |
| Petites sœurs de Saint-François (Le Trévoux)                         | 9      |
| Bénédictines Notre-Dame de Toute Confiance                           | 8      |
| Soeurs de la Fraternité sacerdotale Saint-Pie-X                      | 34     |
| Dominicaines enseignantes du Saint-Nom de Jésus et Marie (Saint-Pré) | 40     |
| Dominicaines enseignantes du Saint-Nom de Jésus (Fanjeaux)           | 42     |
| Fraternité de la Transfiguration                                     | 3      |
| Petites servantes de Saint-Jean-Baptiste (Le Rafflay)                | 5      |
| Soeurs oblates de la Fraternité sacerdotale Saint-Pie-X              | 1      |
| Abbaye Notre-Dame de l'Annonciation (Le Barroux)                     | 13     |
| Abbaye Notre-Dame-de-Fidélité (Jouques)                              | 3      |
| Chanoinesses régulières de la Mère de Dieu                           | 4      |
| Dominicaines du Saint-Esprit (Pontcallec)                            | 11     |
| Diverses communautés                                                 | 11     |
| Total vocations féminines                                            | 215    |

### Total des vocations
Le MJCF aura donc suscité plus de 365 vocations lors de ses cinquante premières années d'existence. Cet élan continue.

## L'insigne
L’insigne, représente le Sacré-Cœur de Jésus posé sur une rose des vents elle-même disposée sur un fond noir. Le fond noir symbolise le monde, le péché, les ténèbres de l’erreur. La rose des vents, en jaune, représente la lumière de la Vérité, le Christ.